# مولوچانسک
شهر مولوچانسک (به روسی: Молочанськ) در استان زاپوریژیا در کشور اوکراین واقع شده‌است. جمعیت این شهر ۷٬۹۶۴ نفر  است.